# Kostbares Bernwardevangeliar

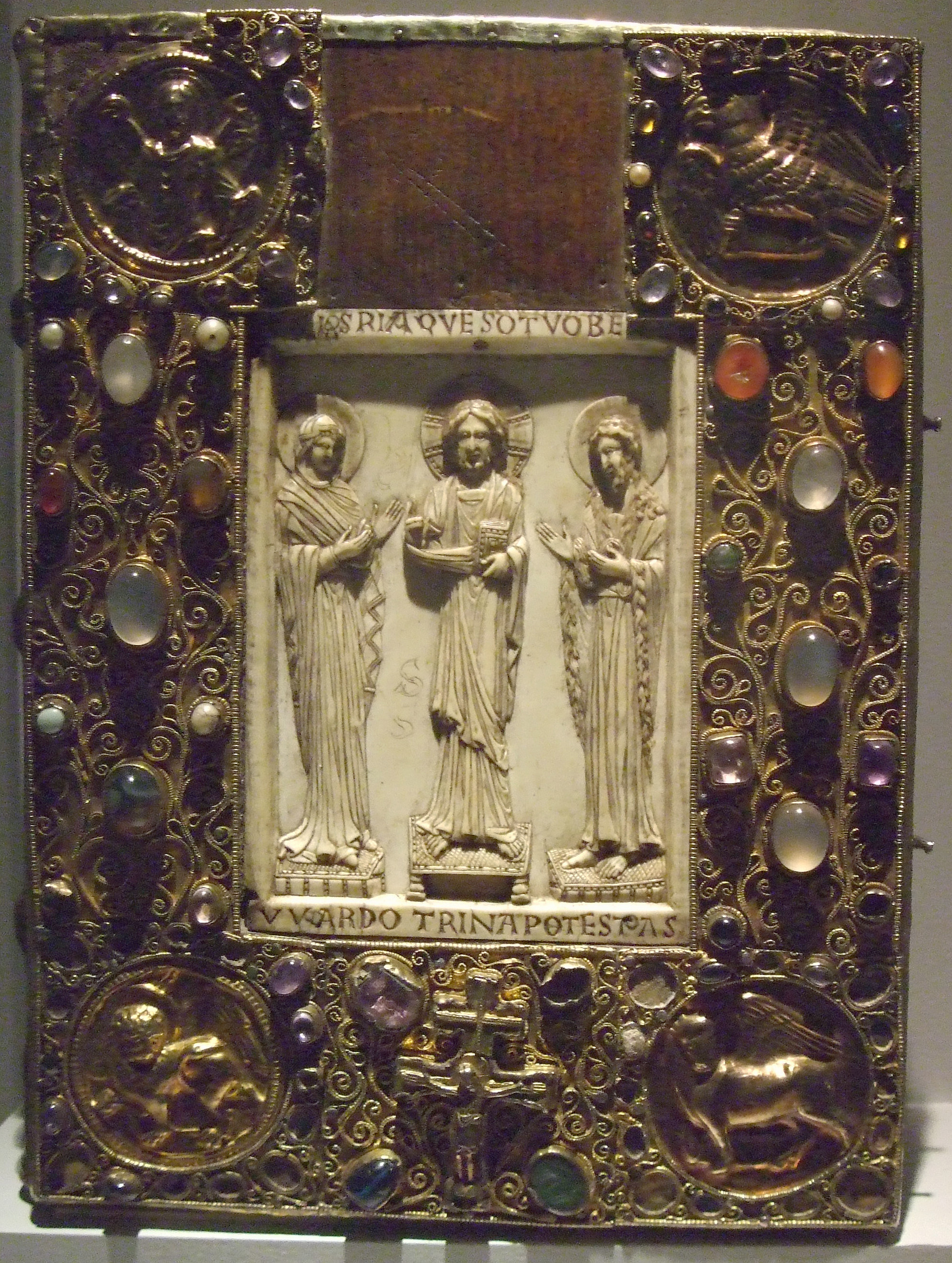
Vorderer Buchdeckel

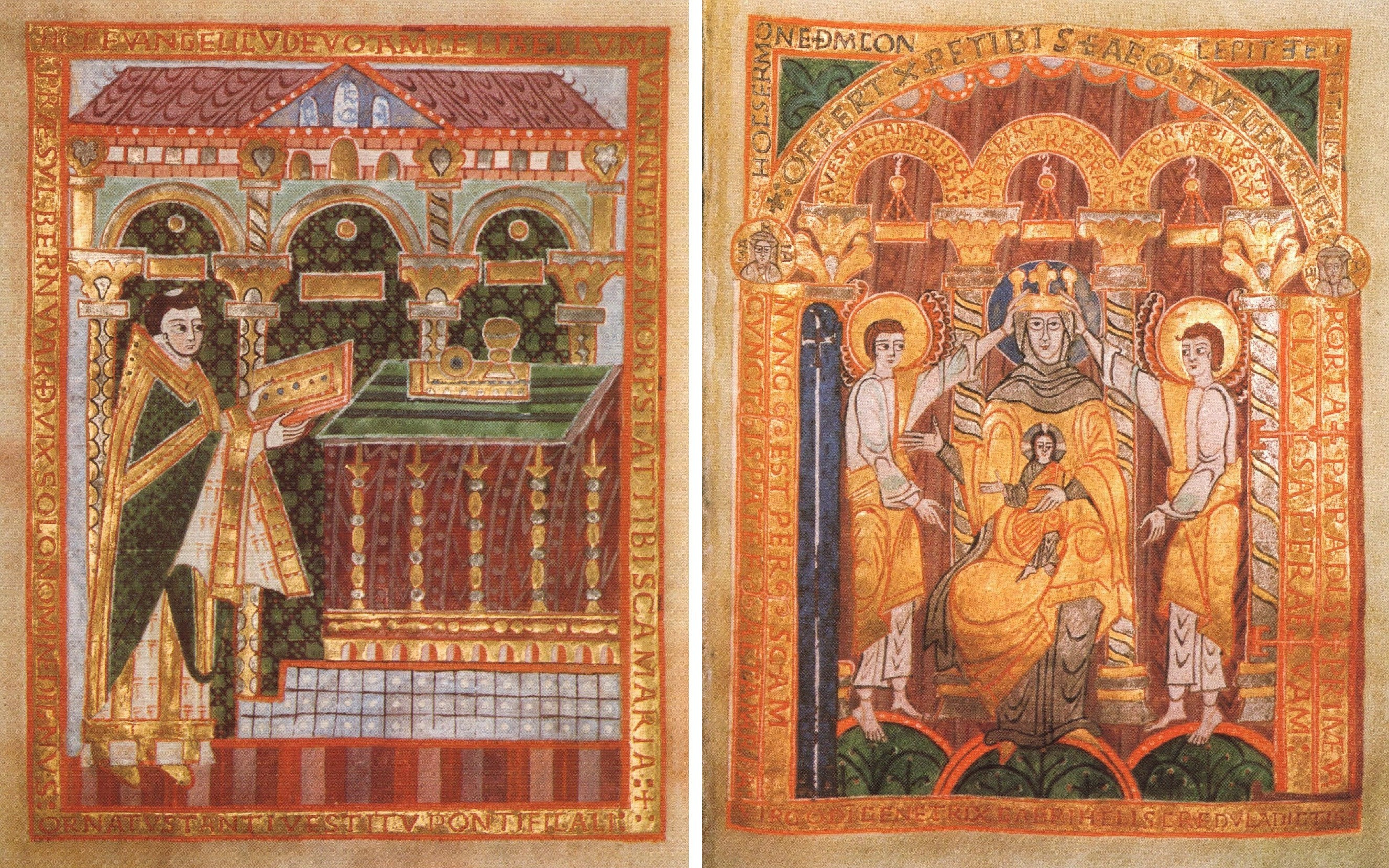
Doppelseitiges Widmungsbild

Das Kostbare Bernwardevangeliar ist ein handgeschriebenes, reich verziertes Evangelienbuch im Dommuseum Hildesheim (Inventarnummer DS 18). Es entstand als Stiftung Bernwards von Hildesheim für seine Gründung St. Michael, genauer für den 1015 geweihten Marienaltar in der Krypta unter dem Westchor, die er sich als Grablege bestimmt hatte.

## Inhalt und Schmuck
Das Evangeliar besteht aus 232 Pergamentblättern im Format 28 × 20 cm und einem Einband aus zwei Eichenholzdeckeln, die mit Bildschmuck, Silberbeschlägen und Gemmen besetzt sind. Es enthält den Vulgata-Text der vier Evangelien mit verschiedenen Vorreden sowie ein Perikopenverzeichnis.
Das Attribut „kostbar“ verdankt das Evangeliar vor allem dem Prachteinband, den schon Bernward aufwendig gestaltet hatte und der um die Zeit seiner Heiligsprechung im 12. Jahrhundert mit weiterem Schmuck versehen wurde. In der Mitte des Vorderdeckels ist eine byzantinische Ikone aus Elfenbein mit der Reliefdarstellung Christi zwischen den fürbittenden Maria und Johannes dem Täufer (Deësis-Motiv) angebracht. Die demütigen Bittworte auf dem Rahmen dieses Bildes wie auch auf den Beschlägen des rückseitigen Deckels, die ein Muttergottesbild mit Kind einfassen, erwähnen Bernward namentlich.
Unter den Buchmalereien im Inneren ragt das doppelseitige Widmungsbild heraus. Es zeigt in bogenreichen Architekturrahmen links einen für die Eucharistie bereiteten Altar, auf dem oder an dem vorbei Bernward, seitlich im liturgischen Ornat dargestellt, das Evangeliar der Gottesmutter darreicht. Diese erscheint auf der rechten Seite, dem Betrachter zugewandt, als von Engeln gekrönte Nikopoia mit dem wie ein kleiner Erwachsener dargestellten Sohn auf dem Schoß. Die Umschriften beschreiben die Handlung wiederum mit frommen und demütigen Worten und namentlicher Nennung Bernwards.
Jedem Evangelium sind drei oder vier Bilder in Deckfarbenmalerei vorangestellt, deren letztes das Evangelistensymbol zeigt, während die vorausgehenden um das jeweilige Thema der Heilsgeschichte kreisen, das dem Evangelisten von der Tradition (Gregor der Große, Alkuin u. a.) zugeordnet wurde: Menschwerdung Christi (Matthäus), Auferstehung (Markus), Opfertod (Lukas) und Erhöhung (Johannes). Kostbar verziert sind auch die Initialen.